# Cistre
Ne pas confondre avec le cerfeuil des Alpes, parfois aussi appelé cistre.
Pour l’article ayant un titre homophone, voir sistre.

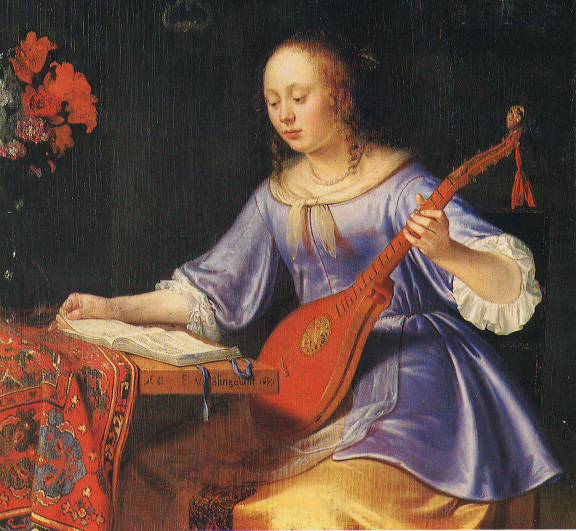
Femme avec cistre (1677) de Pieter van Slingeland (1630-1691).

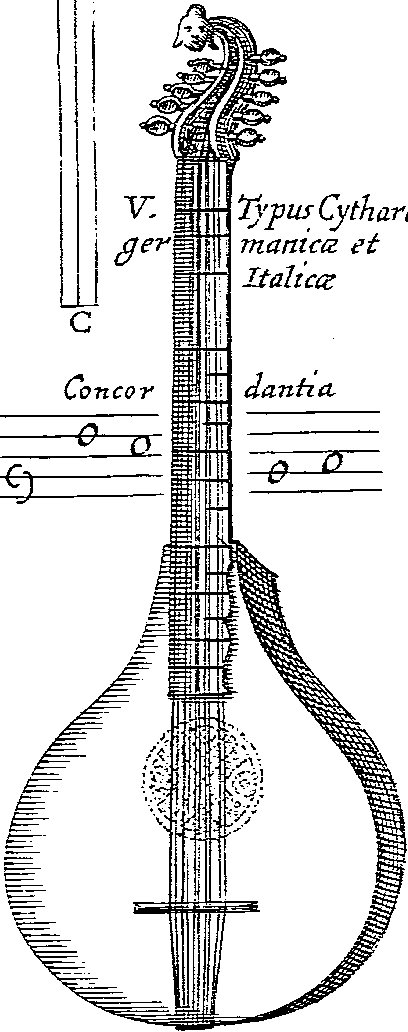
Cistre de Athanasius Kircher

Le cistre est un instrument à cordes pincées qui semble avoir fait son apparition vers le XVe siècle et qui est encore répandu en Europe. L'archicistre est un cistre augmenté d'une série de cordes graves. Héritier de la citole, le cistre connut deux périodes d'intense prédilection :
- La plus longue dura du début du XVIe au milieu du XVIIe siècle. Il y acquiert les caractéristiques qui sont encore les siennes de nos jours. À cette époque, la pratique du cistre est proche de celle du luth mais d'un statut inférieur, plus populaire et plus simple. Les amateurs le pratiquent assidûment, et les recueils mis à leur disposition sont nombreux. Mais, vers le milieu du XVIIe siècle, sans raison apparente, il tombe dans l'oubli.
- Vers 1770, il refait surface. Là, c'est un véritable engouement du public et, pour répondre à la demande, les compositeurs vont rivaliser d'imagination, au point que la production en perde sa qualité. Un facteur imagine même d'y adapter une petite table mécanique de pianoforte et de petits marteaux actionnés par l'intermédiaire d'un clavier. Mais cette évolution ne fait que nuire au cistre, pour qui l'intérêt s'estompe dès 1800.

## Lutherie

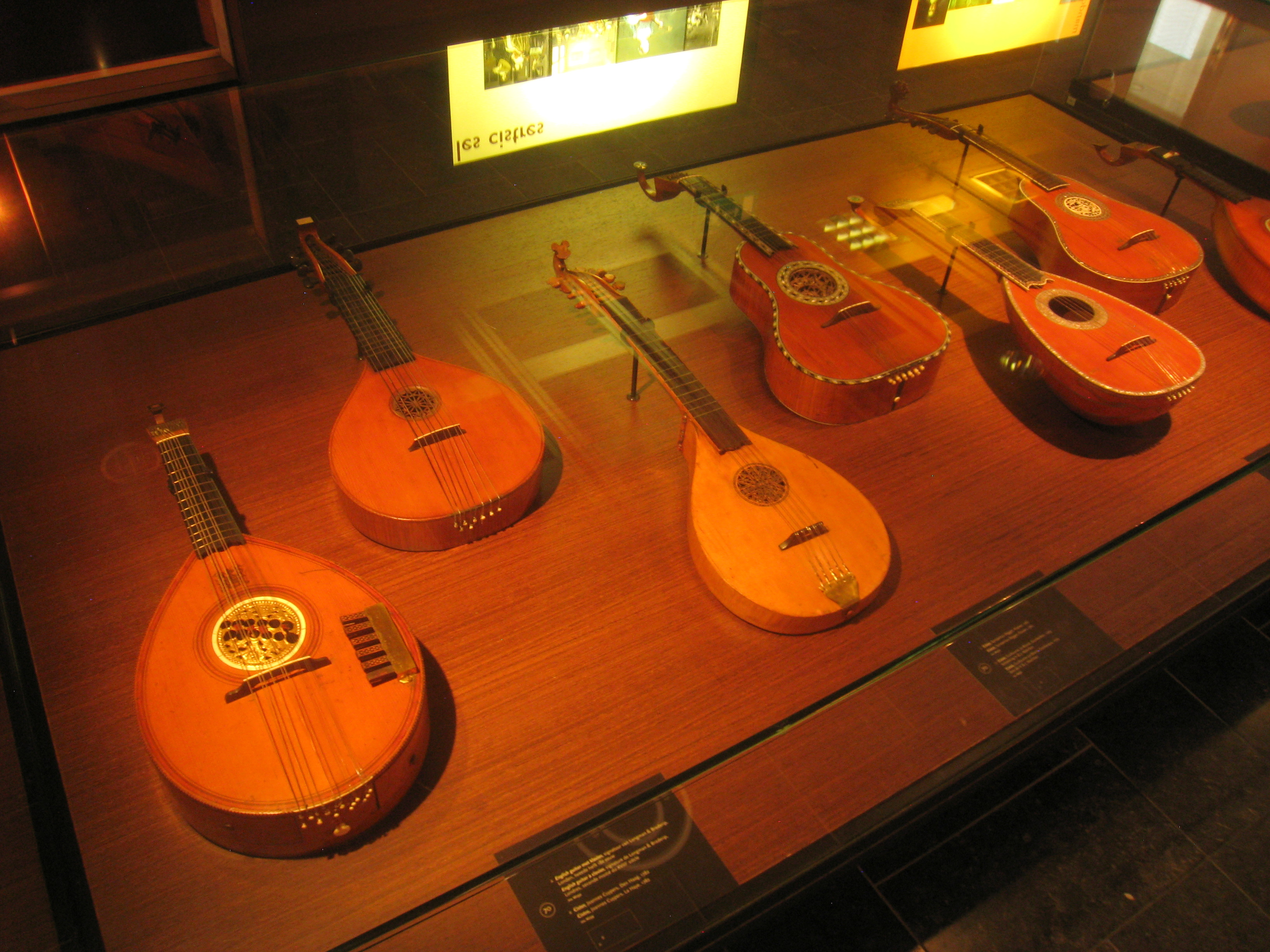
Instruments à cordes au Musée des instruments de musique, Bruxelles, dont deux cistres de Gérard Joseph Deleplanque

Sa caisse est arrondie, mais a un fond plat. Les cistres les plus anciens possédaient une structure monoxyle (ils étaient faits d'une seule pièce de bois), mais, par la suite, leur construction s'aligna sur celle des autres instruments à cordes, soit assemblage et collage ou lamellé-collé. La table d'harmonie est en résineux. Le manche, et la touche débordante, comportent quinze à vingt barrettes incrustées marquant les demi-tons. Le chevillier ne fait qu'un avec le manche. Le dessous du manche comporte une petite gorge permettant les glissements rapides du pouce, donc facilitant la dextérité de la main gauche et autorisant des changements de positions rapides.
Le dos du chevillier est très souvent orné d'une grotesque, recourbée vers l'avant, permettant la suspension de l'instrument.
Le chevalet est mobile. Les cordes sont en acier et en laiton. Elles s'accrochent à la lisière inférieure de la caisse. Lors de sa réapparition, trois cordes graves simples lui seront ajoutées. Le rang le plus grave est situé en avant dernière place. La division du manche, dans un premier temps diatonique, se transforme assez rapidement en division chromatique.

## Cistres de Lille
Gérard Joseph Deleplanque (1723-1784) était un luthier lillois qui fabriquait une grande variété d'instruments, dont des cistres.
L'un des livres d'auto-apprentissage du cistre les plus célèbres a été écrit en France par Charles Pollet en 1786. 
Il possédait une citerne de la ville de Lille qu'il a accordée en Mi-La-Ré-Mi-La-Do dièse-Mi. 

## Cistre moderne

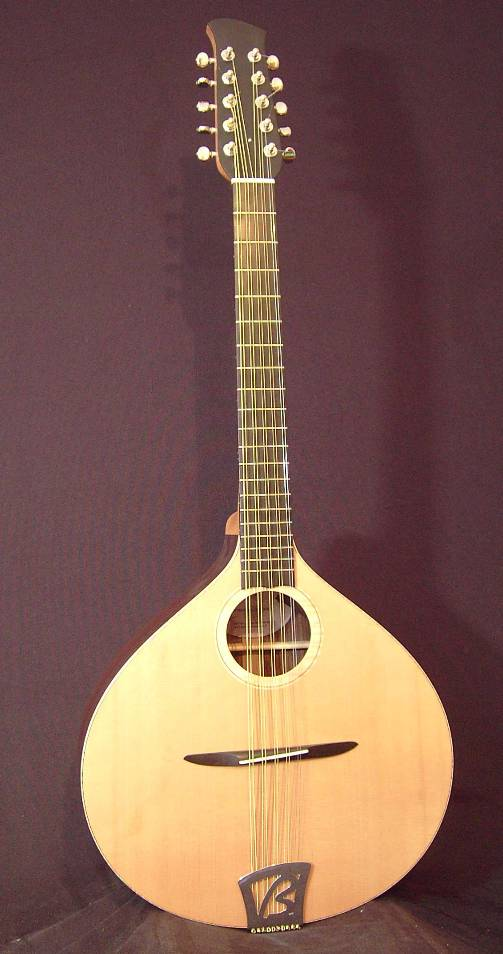
Cistre par Marc Boluda accordé Ré-Sol-Ré-La-Ré

Depuis les années 1970, des luthiers comme Stefan Sobell (Northumberland) ont commencé à fabriquer des cistres adaptés aux musiques celtiques (dit cittern). Ils conservent une caisse arrondie avec un fond plat et un diapason relativement court, mais bénéficient des avancées techniques réalisées sur les mandolines et les bouzoukis : barrages de caisse, mécaniques à bain d'huile, cordes en phosphore-bronze. Il en résulte un instrument avec une très forte projection et un excellent sustain, idéal pour accompagner les musiques traditionnelles. Il existe plusieurs accordages au choix des musiciens :
- l'accordage classique se calquant sur le mandoloncelle plus la corde de mi octave : Do-Sol-Ré-La-Mi ou plus rare Ré-Sol-Ré-La-Mi ;
- l'accordage dit « irlandais » ; on trouve deux accordages suivant la taille de l'instrument : instrument long : Ré-Sol-Ré-La-Ré ; instrument court : Sol-Ré-La-Ré-La. ;
- l'accordage ouvert : accord de Sol: Ré-Sol-Ré-Sol-Ré ou Sol-Ré-Sol-Ré-Sol ou accord de Ré : Ré-La-Ré-La-Ré ou La-Ré-La-Ré-La.

La majorité des musiciens jouent avec un médiator en accords brossés. Plus rares sont les instrumentistes à jouer en technique de picking. Afin de faire résonner les deux cordes, ils utilisent des onglets comme pour le banjo bluegrass ou le dobro.
Les musiciens comme Gerald Trimble, avec le disque First Flight (1983), ainsi que Joseph Sobol, et son disque Citternalia, ont grandement contribué à faire connaître ces instruments. Aux États-Unis, sous l'impulsion de Roger Landes, des classes sur le cistre ont lieu chaque année.

## Jeu
Les cordes sont pincées au plectre en bec de plume, au médiator comme pour la guitare folk, ou, plus rarement, avec des onglets en métal comme pour la guitare dobro. Certains, comme Chris Thompson, utilisent un bottleneck pour jouer du blues. 
Le cistre est encore pratiqué :
- au Portugal : la guitare portugaise est l'instrument du fado (avec la viola) ;
- en Corse : la cetera, cistre à 8 chœurs doubles, est fabriquée principalement par deux luthiers : Christian Magdeleine à l'atelier Liutera de Bastia et Ugo Casalonga à l'atelier Casa-Liutaiu[8] de Pigna (qui réalise également des cistres médiévaux).
- en Irlande, Écosse, Bretagne, États-Unis : comme ses cousins le bouzouki, la mandole ou la mandoline, le cistre trouve sa place depuis quelques années en instrument d'accompagnement de la musique traditionnelle. Il est fabriqué par des luthiers comme Stefan Sobell en Grande-Bretagne, Joe Foley en Irlande, David Freshwater en Écosse, Philippe Moneret (Mirecourt), Jean-Claude Malherbe (Plougonven) et Marc Boluda (L'Isle-sur-la-Sorgue) pour la France. Certains luthiers ont développé des cistres électriques comme Newberg aux États-Unis appelés e-zouk.
- en Suisse, en Autriche et en Allemagne : il fait partie de la musique folklorique ou populaire depuis des siècles, dans des versions spécifiques (waldzither, halszither).